# Gobierno Krišto
El gobierno de Borjana Krišto ejerce el poder ejecutivo de Bosnia y Herzegovina, a partir del 25 de enero de 2023. Encabezado por la política Borjana Krišto, el gobierno está integrado por los partidos políticos Unión Democrática Croata de Bosnia y Herzegovina (HDZ), Alianza de Socialdemócratas Independientes (SNSD), Partido Socialdemócrata de Bosnia y Herzegovina (SDP), Pueblo y Justicia (NiP), Nuestro Partido (NS) y Los Verdes de Bosnia y Herzegovina (BHZ).

## Mandato
Este gobierno está dirigido por el Presidenta del Consejo de Ministros de Bosnia y Herzegovina democristiana Borjana Krišto. Está formado y apoyado por una gran coalición entre la Unión Democrática Croata de Bosnia y Herzegovina (HDZ), Alianza de Socialdemócratas Independientes (SNSD), Partido Socialdemócrata de Bosnia y Herzegovina (SDP), Pueblo y Justicia (NiP), Nuestro Partido (NS) y Los Verdes de Bosnia y Herzegovina (BHZ). Juntos tienen 20 diputados de 42 de los escaños en la Cámara de Representantes.
Por lo tanto, sucede al primer Gobierno Tegeltija, formado por el SNSD, HDZ, SDA, DF y el DNS.

## Gabinete Ministerial
Unión Democrática Croata de Bosnia y Herzegovina     Alianza de Socialdemócratas Independientes     Partido Socialdemócrata de Bosnia y Herzegovina     Pueblo y Justicia     Nuestro Partido     Los Verdes de Bosnia y Herzegovina     Alianza Popular Democrática

### Presidenta del Consejo de Ministros de Bosnia y Herzegovina
| Fotografía | Primer ministro | Período             | Período     | Partido | Partido |
| Fotografía | Primer ministro | Inicio              | Fin         | Partido | Partido |
| ---------- | --------------- | ------------------- | ----------- | ------- | ------- |
|            | Borjana Krišto  | 25 de enero de 2023 | En el cargo |         |         |

### Vicepresidentes del Consejo de Ministros de Bosnia y Herzegovina
| Fotografía | Vicepresidentes | Período             | Período     | Partido | Partido |
| Fotografía | Vicepresidentes | Inicio              | Fin         | Partido | Partido |
| ---------- | --------------- | ------------------- | ----------- | ------- | ------- |
|            | Staša Košarac   | 25 de enero de 2023 | En el cargo |         |         |
|            | Zukan Helez     | 25 de enero de 2023 | En el cargo |         |         |

### Ministerios
| Ministerio                                | Fotografía | Titular           | Período             | Período             | Partido | Partido |
| Ministerio                                | Fotografía | Titular           | Inicio              | Fin                 | Partido | Partido |
| ----------------------------------------- | ---------- | ----------------- | ------------------- | ------------------- | ------- | ------- |
| Asuntos Civiles                           |            | Dubravka Bošnjak  | 25 de enero de 2023 | En el cargo         |         |         |
| Asuntos Exteriores                        |            | Elmedin Konaković | 25 de enero de 2023 | En el cargo         |         | NiP     |
| Comercio Exterior y Relaciones Económicas |            | Staša Košarac     | 25 de enero de 2023 | En el cargo         |         |         |
| Comunicaciones y Transporte               |            | Edin Forto        | 25 de enero de 2023 | En el cargo         |         |         |
| Defensa                                   |            | Zukan Helez       | 25 de enero de 2023 | En el cargo         |         |         |
| Derechos Humanos y Refugiados             |            | Sevlid Hurtić     | 25 de enero de 2023 | En el cargo         |         | BHZ     |
| Hacienda y Tesoro                         |            | Zoran Tegeltija   | 25 de enero de 2023 | 15 de junio de 2023 |         |         |
| Hacienda y Tesoro                         |            | Srđan Amidžić     | 15 de junio de 2023 | En el cargo         |         |         |
| Justicia                                  |            | Davor Bunoza      | 25 de enero de 2023 | En el cargo         |         |         |
| Seguridad                                 |            | Nenad Nešić       | 25 de enero de 2023 | 23 de enero de 2025 |         |         |
| Seguridad                                 | Suprimido  |                   |                     |                     |         |         |